# Endrefalva
Endrefalva è un comune dell'Ungheria di 1.278 abitanti (dati 2001). È situato nella contea di Nógrád.